# Campeonato Europeu de Atletismo em Pista Coberta de 2011 - Salto em altura masculino
A prova do salto em altura masculino do Campeonato Europeu de Atletismo em Pista Coberta de 2011 foi disputada entre os dias 4 e 5 de março de 2011 na AccorHotels Arena em Paris, França.

## Recordes
Antes desta competição, os recordes mundiais e do campeonato nesta prova eram os seguintes:
|                       | Nome             | Nacionalidade      | Altura  | Local            | Data                    |
| --------------------- | ---------------- | ------------------ | ------- | ---------------- | ----------------------- |
| Recorde mundial       | Javier Sotomayor | Cuba               | 2m 43cm | Budapeste        | 4 de março de 1989      |
| Recorde do campeonato | Stefan Holm      | Suécia             | 2m 40cm | Madri            | 6 de março de 2005      |
| Recorde europeu       | Carlo Thränhardt | Alemanha Ocidental | 2m 42cm | Berlim Ocidental | 26 de fevereiro de 1988 |

## Medalhistas
| Ouro             | Prata               | Bronze                 |
| Ivan Uchov (RUS) | Jaroslav Bába (CZE) | Aleksandr Šustov (RUS) |

## Resultados

### Qualificação
Qualificação: 2,30 m  (Q) ou os 8 melhores qualificados (q).  
| Posição. | Atleta                 | Nacionalidade | 2,12 | 2,17 | 2,22 | 2,27 | 2,30 | Resultados | Notas           |
| -------- | ---------------------- | ------------- | ---- | ---- | ---- | ---- | ---- | ---------- | --------------- |
| 1        | Jaroslav Bába          | Chéquia       | –    | o    | o    | o    | –    | 2,27       | q               |
| 1        | Konstadinos Baniotis   | Grécia        | o    | o    | o    | o    | –    | 2,27       | q               |
| 1        | Dimítrios Hondrokoúkis | Grécia        | o    | o    | o    | o    | –    | 2,27       | q, =            |
| 1        | Janick Klausen         | Dinamarca     | o    | o    | o    | o    | x–   | 2,27       | q, =            |
| 1        | Aleksandr Šustov       | Rússia        | –    | o    | o    | o    | –    | 2,27       | q               |
| 1        | Ivan Uchov             | Rússia        | –    | o    | o    | o    | x–   | 2,27       | q               |
| 7        | Marco Fassinotti       | Itália        | o    | o    | o    | xo   | x–   | 2,27       | q,              |
| 7        | Raúl Spank             | Alemanha      | –    | o    | o    | xo   | –    | 2,27       | q               |
| 9        | Nicola Ciotti          | Itália        | o    | o    | o    | xxx  |      | 2,22       |                 |
| 9        | Tom Parsons            | Reino Unido   | o    | o    | o    | xxx  |      | 2,22       |                 |
| 9        | Rožle Prezelj          | Eslovênia     | o    | o    | o    | xxx  |      | 2,22       |                 |
| 9        | Arcëm Zajcaŭ           | Bielorrússia  | o    | o    | o    | xxx  |      | 2,22       | =               |
| 13       | Viktor Ninov           | Bulgária      | –    | o    | xo   | xxx  |      | 2,22       |                 |
| 13       | Osku Torro             | Finlândia     | –    | o    | xo   | xx–  |      | 2,22       |                 |
| 13       | Jussi Viita            | Finlândia     | o    | o    | xo   | xxx  |      | 2,22       |                 |
| 16       | Tomislav Popek         | Croácia       | o    | xo   | xo   | xxx  |      | 2,22       | Recorde pessoal |
| 17       | Dmytro Dem'janjuk      | Ucrânia       | xo   | xo   | xo   | xxx  |      | 2,22       |                 |
| 18       | Oleksandr Nartov       | Ucrânia       | o    | o    | xx–  |      |      | 2,17       |                 |
| 18       | Peter Horák            | Eslováquia    | o    | o    | xxx  |      |      | 2,17       |                 |
| 18       | Dmitriy Kroyter        | Israel        | o    | o    | xxx  |      |      | 2,17       |                 |
| 18       | Sergej Mudrov          | Rússia        | –    | o    | xxx  |      |      | 2,17       |                 |
| 22       | Normunds Pūpols        | Letônia       | xo   | o    | xxx  |      |      | 2,17       |                 |
| 23       | Robbie Grabarz         | Reino Unido   | o    | xxx  |      |      |      | 2,12       |                 |

### Final
A final foi realizada às 16:00 no dia 5 de março de 2011.  
| Posição.          | Atleta                 | Nacionalidade | 2,15 | 2,20 | 2,25 | 2,29 | 2,32 | 2,34 | 2,36 | 2,38 | 2,40 | 2,44 | Resultados | Notas                |
| ----------------- | ---------------------- | ------------- | ---- | ---- | ---- | ---- | ---- | ---- | ---- | ---- | ---- | ---- | ---------- | -------------------- |
| Medalha de ouro   | Ivan Uchov             | Rússia        | –    | o    | o    | xo   | o    | o    | o    | o    | –    | xxx  | 2,38       | =                    |
| Medalha de prata  | Jaroslav Bába          | Chéquia       | o    | o    | o    | o    | o    | o    | x–   | x–   | x    |      | 2,34       | Recorde da temporada |
| Medalha de bronze | Aleksandr Šustov       | Rússia        | –    | o    | o    | xo   | xo   | xxo  | xxx  |      |      |      | 2,34       | Recorde pessoal      |
| 4                 | Konstadinos Baniotis   | Grécia        | o    | o    | o    | xo   | xxo  | xxx  |      |      |      |      | 2,32       | Recorde pessoal      |
| 5                 | Dimítrios Hondrokoúkis | Grécia        | o    | o    | o    | xo   | xxx  |      |      |      |      |      | 2,29       | Recorde pessoal      |
| 6                 | Marco Fassinotti       | Itália        | xxo  | o    | xo   | xo   | xxx  |      |      |      |      |      | 2,29       | Recorde pessoal      |
| 7                 | Janick Klausen         | Dinamarca     | o    | o    | o    | xxx  |      |      |      |      |      |      | 2,25       |                      |
| 8                 | Raúl Spank             | Alemanha      | –    | o    | xxx  |      |      |      |      |      |      |      | 2,20       |                      |

Legenda
| Recorde mundial       | Recorde mundial (World record)               |                       | Recorde africano                      | Recorde africano (African) |                                           | Q | Classificado por posição (Qualified) |
| Recorde do campeonato | Recorde do campeonato (Championship record)  | Recorde da América    | Recorde da América (Americas)         | q                          | Classificado por melhor tempo (Qualified) |   |                                      |
| Melhor marca do ano   | Melhor marca do ano (World leading)          | Recorde asiático      | Recorde asiático (Asian)              | DNS                        | Não largou (Did not start)                |   |                                      |
| Recorde nacional      | Recorde nacional (National record)           | Recorde europeu       | Recorde europeu (European)            | DNF                        | Não terminou (Did not finish)             |   |                                      |
| Recorde pessoal       | Recorde pessoal do atleta (Personal best)    | Recorde da Oceania    | Recorde da Oceania (Oceania)          | DSQ / DQ                   | Desclassificado (Disqualified)            |   |                                      |
| Recorde da temporada  | Recorde da temporada do atleta (Season best) | Recorde sul-americano | Recorde sul-americano (South America) | NM                         | Sem marca (No mark)                       |   |                                      |